# Ауриды
Аури́ды — соединения золота, в которых оно проявляет степень окисления −1. Впервые аурид цезия (CsAu) получен Зоммером в 1943 году.

## Строение
Примеры ауридов: CsAu, Rb3Au, Cs3OAu, K3OAu, (CH3)4NAu.
Ауриды имеют очень разнообразный состав, но во всех соединениях золото имеет степень окисления −1. В ауриде рубидия Rb3Au образуется катион Rb3+.
В ауридах состава М3OAu образуется катион М3O+ (М — щелочной металл). В ауриде тетраметиламмония — катион (CH3)4N+. В наиболее изученном ауриде цезия межатомное расстояние Cs-Au 0,369 нм.

## Физические и химические свойства
Аурид цезия растворим в аммиаке, образует жёлтые растворы, содержащие ионы Au−. При медленном выпаривании аммиака удаётся получить синие кристаллы сольвата CsAu·NH3. Аурид цезия является полупроводником n-типа.
Ауриды бурно реагируют с водой:
{\displaystyle {\mathsf {2CsAu+2H_{2}O\rightarrow 2CsOH+2Au+H_{2}\uparrow }}}
Ауриды легко окисляются кислородом:
{\displaystyle {\mathsf {2CsAu+O_{2}\rightarrow Cs_{2}O+2Au}}}
Ауриды легко реагируют с хлором. В результате реакции выделяется чистое золото.
{\displaystyle {\mathsf {2Li_{3}Au+3Cl_{2}\rightarrow 6LiCl+2Au}}}
При реакции ауридов со фтором образуется фторид золота:
{\displaystyle {\mathsf {Zn_{3}Au_{2}+4F_{2}\rightarrow 3ZnF_{2}+2AuF}}}

## Получение
Ауриды щелочных металлов получают при незначительном нагревании. Некоторые ауриды получают обменными реакциями в растворе аммиака.